# Earl Grey (Saskatchewan)
Pour le mélange de thé à la bergamote, voir Earl Grey.
Pour les articles homonymes, voir Grey.
Earl Grey est une communauté située dans la province de la Saskatchewan, dans le centre-sud.